# جان پرنتیس (بازیکن فوتبال، زاده ۱۹۲۶)
جان پرنتیس (انگلیسی: John Prentice؛ ۲ اوت ۱۹۲۶ – ۱۰ فوریهٔ ۲۰۰۶) بازیکن و مربی فوتبال اهل اسکاتلند بود.
از باشگاه‌هایی که در آن بازی کرده است می‌توان به باشگاه فوتبال دامبرتون، باشگاه فوتبال فالکیرک، باشگاه فوتبال رنجرز و باشگاه فوتبال هارت آف میدلوتیان اشاره کرد.